# Heteronyx proditor
Heteronyx proditor är en skalbaggsart som beskrevs av Blackburn 1892. Heteronyx proditor ingår i släktet Heteronyx och familjen Melolonthidae. Inga underarter finns listade i Catalogue of Life.